# Torfmoosbach
Der Torfmoosbach, im Oberlauf auch Ölbach oder Ölgraben genannt, ist ein rund 3 Kilometer langer rechter Zufluss der Reuss im Schweizer Kanton Aargau. Er fliesst auf seiner ganzen Länge in einem künstlich angelegten Gerinne.

## Geographie

### Verlauf
Der Torfmoosbach nimmt heute seinen Anfang auf etwa 410 m ü. M. in der Gemeinde Niederrohrdorf in einem Grabensystem, das im frühen 19. Jahrhundert zur Entwässerung des Feuchtgebiets mit dem Flurnamen «Torfmoos» (oder «Grosses Moos» und auch «Feldimoos») geschaffen wurde. Damals entstand der «Ölbach» genannte, mehr als einen Kilometer lange Kanal, der, wie alte Landeskarten zeigen, das Moorgebiet auf der Südwestseite verlässt. Der Graben ersetzte möglicherweise einen natürlichen, höher liegenden Bach, durch den das Niederschlagswasser aus dem Feuchtgebiet abfloss. Dieses bestand aus einem Hochmoor in einer eiszeitlich entstandenen Senke zwischen Moränen des ehemaligen Reussgletschers.
Seit dem 18. Jahrhundert und bis 1946 wurde das Gebiet entwässert und als Torfstich genutzt. Danach breiteten sich langsam Wald und Riedwiesen in den Vertiefungen aus und verdrängten die restliche Moorvegetation. In den letzten ausgebeuteten Torfstichen bildeten sich mehrere kleine Seen am Oberlauf des Torfmoosbaches. Seit den Güterregulierungen des umliegenden Landwirtschaftsgebiets fliesst Sickerwasser durch Drainageleitungen in das Torfmoos und zum Bach.
Die Sumpf- und Gewässerlandschaft im Quellgebiet des Torfmoosbaches ist der Lebensraum einer wertvollen Tier- und Pflanzenwelt und gilt als Amphibienlaichgebiet von nationaler Bedeutung. Sie wurde durch Beschlüsse der Ortsbürger- und der Einwohnergemeinde Niederrohrdorf von 1994 und 1995 zum Naturschutzgebiet erklärt. Um die Zone vor der weiteren Verbuschung und Verlandung zu schützen, begann der Kanton Aargau in den 1990er Jahren mit der Regeneration des Moors. 2006 wurde am Ufer des westlichen Weihers ein Wehr im Graben des Torfmoosbachs eingerichtet, mit dem der Wasserstand im Seengebiet reguliert werden kann.
Beim Abfluss des Wassers durch das Wehr an der Waldstrasse «Schwelliweg» beginnt der Hauptkanal des Torfmoosbachs («Ölbach»), zu dessen gesamtem Bachlauf auch noch die oberhalb der Seen liegenden Entwässerungsgräben gezählt werden können. Der Kanal verläuft im Wald durch ein nächstes Feuchtgebiet «Munimatt» und erreicht im Tälchen auf der Ostseite des Moränenhügels «Hürst» das Gemeindegebiet von Stetten. Er berührt das Feuchtgebiet im Naturreservat Bösimoos, ein zweites wichtiges Amphibienlaichgebiet in der Region, und nimmt auch das Wasser aus diesem Moor auf.
Der Bachlauf führt danach um den südlichen Hangfuss des Hürst herum und 1,5 Kilometer weit gegen Westen durch das offene Kulturland im «Schlieretal» und in der «Geissmatt». Auf dieser ganzen letzten Strecke ist der Bach seit den 1930er Jahren eingedolt. Er unterquert die Graspiste des Modellflugzeugplatzes Stetten. Erst kurz vor dem Ufer der Reuss tritt er wieder aus der unterirdischen Röhre und fliesst durch ein kurzes Tobel zum Fluss hinunter.
Im letzten Abschnitt befindet sich der Bach im Landschaftsschutzgebiet «Reusslandschaft», das im Bundesinventar der Landschaften und Naturdenkmäler von nationaler Bedeutung verzeichnet ist.

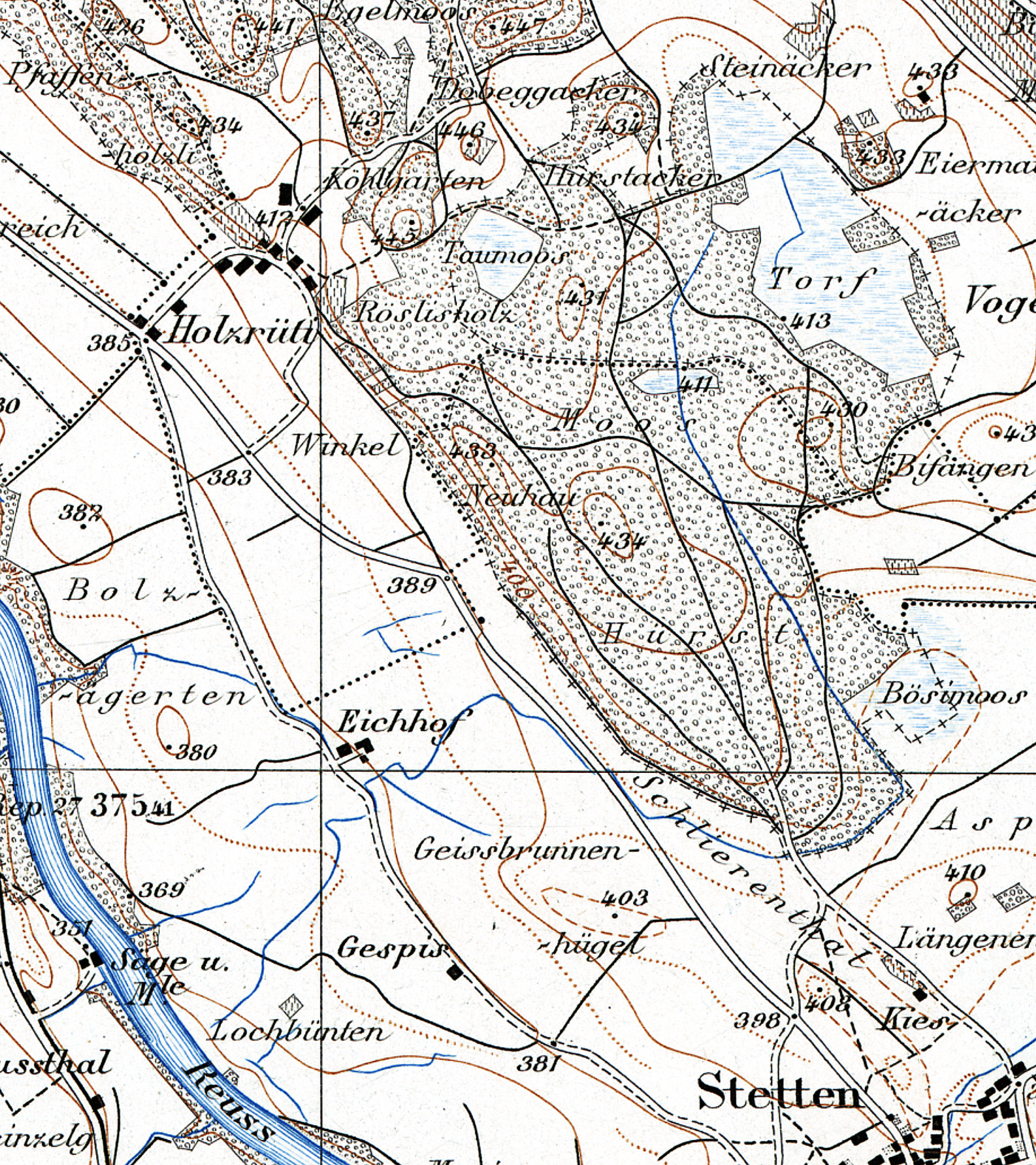
Moorlandschaft und Bachlauf um 1900 (Siegfriedkarte)
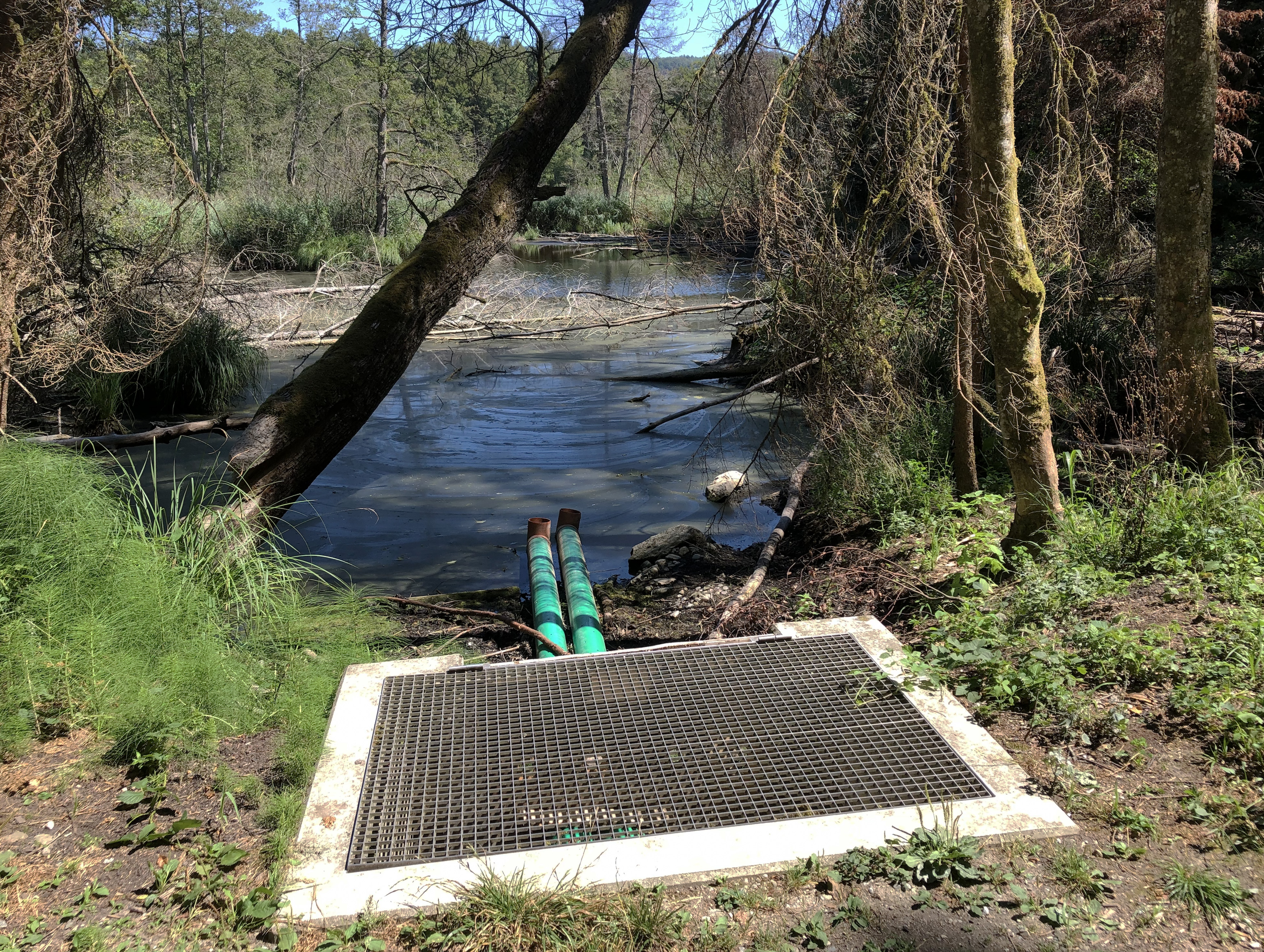
Regulierwehr neben einem Moorsee
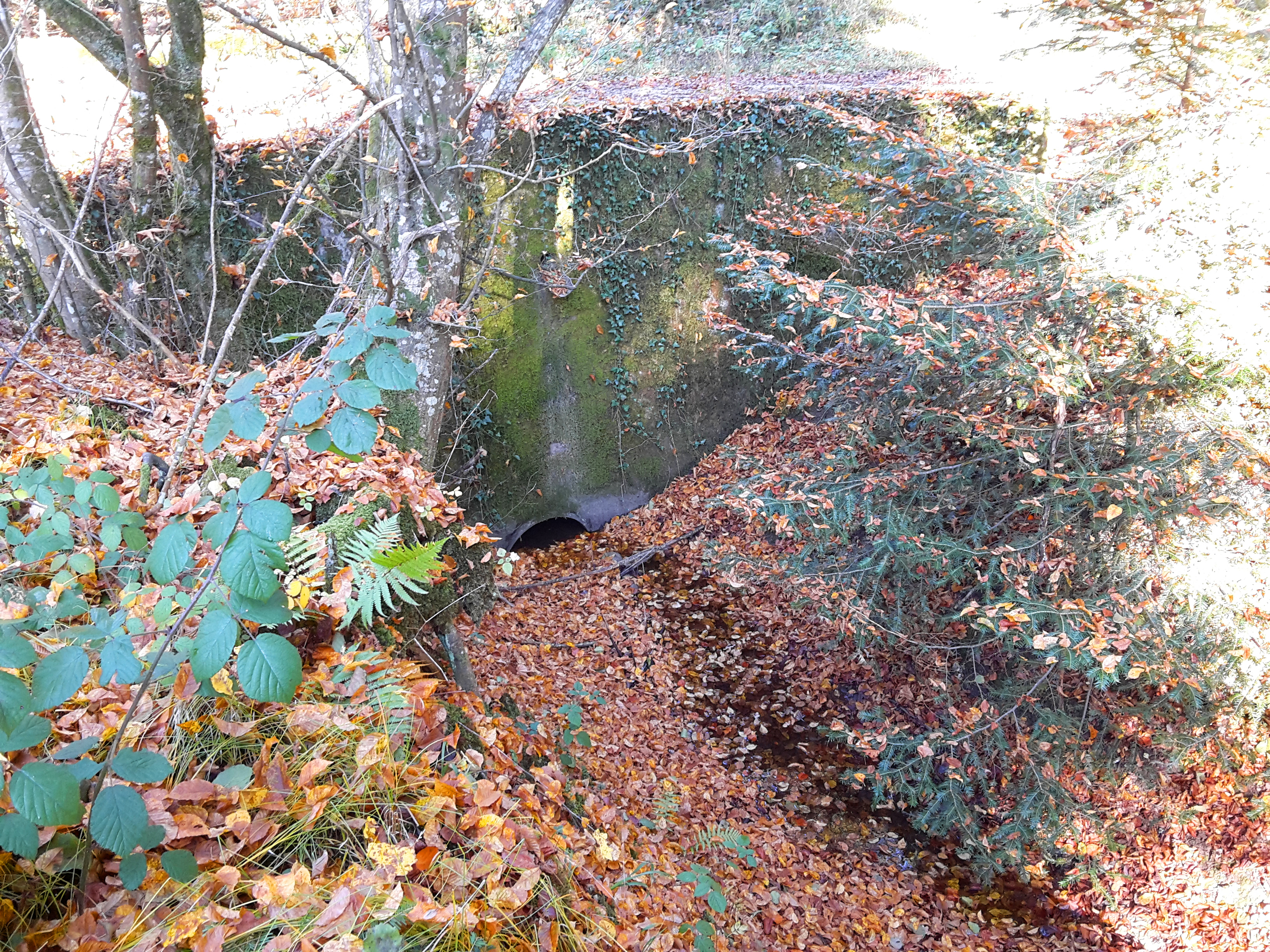
Torfmoosbach bei Mooshübel im Hürstwald
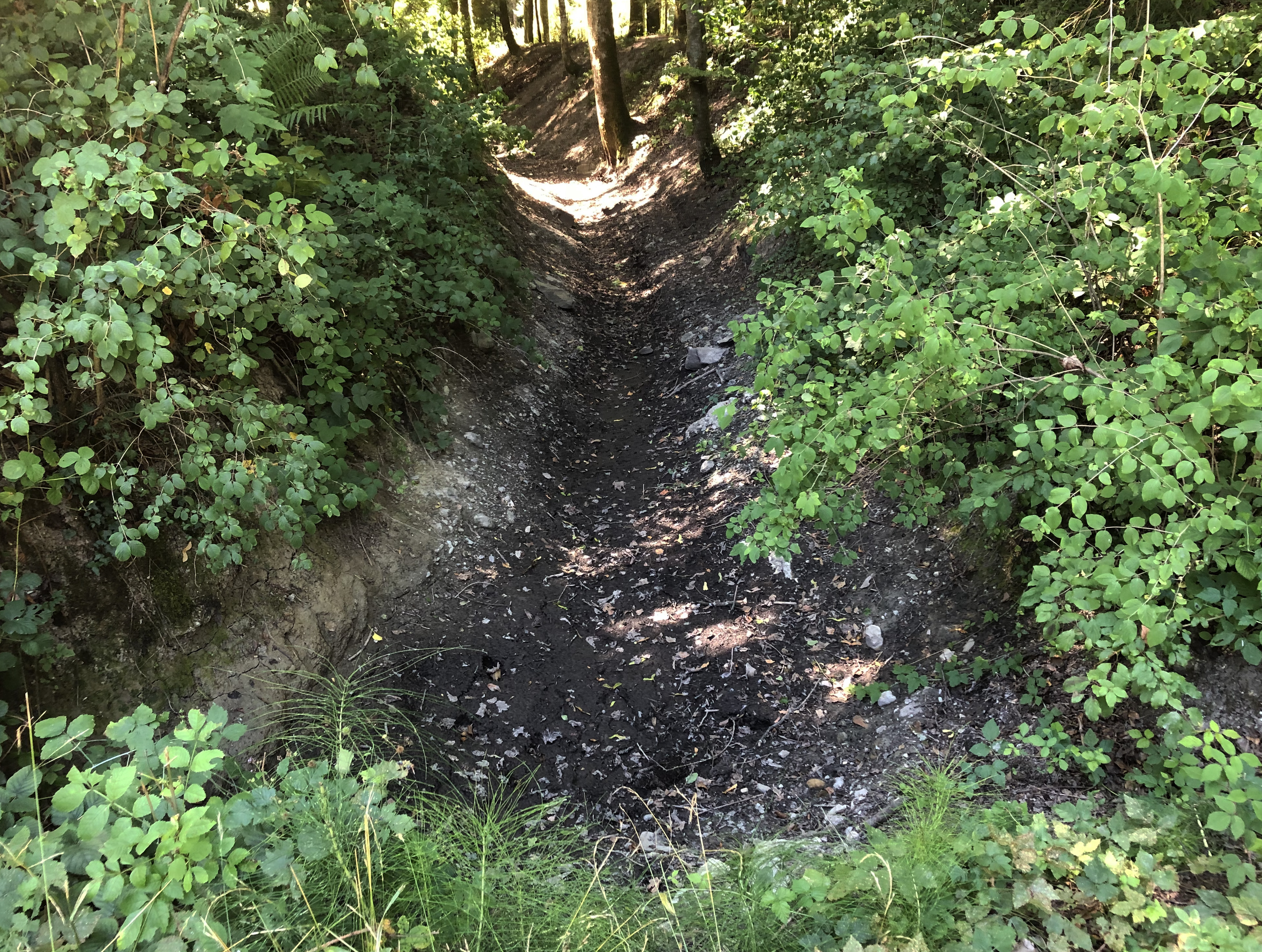
Graben «Ölbach» bei Trockenheit

### Einzugsgebiet
Das 2,43 km² grosse Einzugsgebiet  des Torfmoosbachs liegt im  Reusstal und wird durch ihn über die Reuss, die Aare und den Rhein zur Nordsee entwässert.
Es grenzt
- im Südosten und Süden an das Einzugsgebiet des Dorfbachs Busslingen, der in die Reuss mündet;
- im Nordwesten an das des Taumoos(bachs), der ebenfalls in die Reuss mündet;
- im Norden an das des Reusszufusses Mülibach und
- ansonsten an das der Reuss direkt.

Das Einzugsgebiet besteht zu 30,3 % aus bestockter Fläche, zu 56,4 % aus Landwirtschaftsfläche, zu 11,9 % aus Siedlungsflächen und zu 1,5 % aus unproduktiven Flächen.
Flächenverteilung
Die mittlere Höhe des Einzugsgebietes beträgt 429,3 m ü. M.